# Pirecmes
Pirecmes (en grec antic Πυραίχμης) va ser, segons la mitologia grega, un dels dos caps del contingent de peons (els habitants de Peònia) que van anar a la guerra de Troia per ajudar el rei Príam.
Pirecmes va matar Eudor, que era l'escuder o el conseller de Pàtrocle durant la batalla, però va morir a mans del mateix Pàtrocle o potser va ser mort per Diomedes. Va ser enterrat a Troia. El Catàleg dels troians el fa natural d'Amidó, vora el riu Àxios.